# Nokia 770 Internet Tablet
Nokia 770 Internet Tablet es un dispositivo web para redes de banda ancha inalámbricas, basado en tecnología Linux. Fue el primer producto de Nokia en una década que no guardaba relación con la telefonía móvil. Dejando de lado el sistema operativo Symbian a favor de Linux, el fabricante finlandés se abrió al desarrollo comunitario.

## Historia
Salió al mercado en noviembre de 2005 y desde entonces sus ventas tuvieron mayor éxito en la Unión Europea que en otras regiones del mundo.

## Hardware
El dispositivo, fabricado en Estonia y Alemania, está diseñado principalmente para ser utilizado como una terminal de conexión a internet. Para ello cuenta con una pantalla táctil de cuatro pulgadas con resolución de 800x480 pixeles y una profundidad de 65.000 colores.
Funciona gracias a un chip OMAP 1710 de Texas Instruments que trabaja a una frecuencia de 250 MHz. Combina la arquitectura ARM del procesador ARM926TEJ con un DSP TMS320C55x.
En cuanto a memoria, en su interior trae 64MB DDR RAM y 128MB de memoria flash (para guardar datos), expandible mediante RS-MMC (el equipo viene de serie con una tarjeta RS-MMC de 64MB).
Trae un puerto USB y su batería tiene una autonomía de tres horas en uso continuo.
Peso: 230 gramos
Dimensiones: 141 x 79 x 19 mm

## Software
Incluye soporte a las tecnologías Wi-Fi y Bluetooth. 
Equipado con el navegador Opera, VoIP y mensajería instantánea a través de Google Talk.
Emplea la interfaz Gnome, por lo que Nokia ha donado a la Fundación Gnome el importe resultante de la venta de 500 unidades del dispositivo (150.000 euros aproximadamente).
Otras prestaciones son: radio por Internet, RSS lector de noticias, visor de imágenes, abrir archivos en formato PDF y reproductores multimedia para algunos formatos.